# Lasiopetalum parviflorum
Lasiopetalum parviflorum är en malvaväxtart som beskrevs av Edward Rudge. Lasiopetalum parviflorum ingår i släktet Lasiopetalum och familjen malvaväxter. Inga underarter finns listade i Catalogue of Life.